# Nekrolog 4. Quartal 1971
Nekrolog
◄◄
| ◄
| 1967
| 1968
| 1969
| 1970
| 1971 | 1972 | 1973 | 1974 | 1975 | ► | ►►
1. Quartal |
2. Quartal |
3. Quartal |
4. Quartal 1971
Weitere Ereignisse | Allgemeiner Nekrolog 1971
Die Beschreibung der verstorbenen Person sollte so kurz wie möglich gehalten sein und nur deren signifikante Tätigkeit(en) enthalten.
Neue Namen ggf. auch unter dem Geburts- und Sterbedatum, also etwa unter 1. Januar und im Geburts- und Sterbejahr (2024) eintragen (nur bei entsprechender großer Wichtigkeit). Für Beispiele siehe die schon vorhandenen Artikel.
Außerdem über die fünf zuletzt Verstorbenen, zu denen es einen ausreichend guten Artikel für eine Präsentation auf der Hauptseite gibt, nach der todesbedingten Überarbeitung der Artikel ggf. auch unter Wikipedia Diskussion:Hauptseite informieren und sie am besten auch in den anderen Wikipedia-Sprachversionen eintragen. Tipp: Regelmäßig bei news.google.de nach „ist tot“, „gestorben“ oder „verstorben“ suchen.
Wenn eine Person gestorben ist, gibt es viele Seiten zu dieser Person in der Wikipedia, die davon auch betroffen sind und entsprechend aktualisiert werden müssen. Beispiele: Namenübersichtsseite, Geburtsjahr, Geburtsort-Seiten und viele mehr.
Wie finde ich die betroffenen Seiten?
Im Suchfeld auf der linken Seite gibt man den Suchbegriff so ein: „Vorname Nachname“. Dann klickt man auf Volltext und alle Seiten mit entsprechendem Suchtext werden aufgerufen. Hier sieht man dann schnell, wo auch das Todesjahr Sinn macht oder sogar ein Teil des Artikels angepasst werden muss. Auch hilft das „Werkzeug“ auf der linken Seite sehr gut, um solche Seiten aufzufinden: „Links auf diese Seite“. Somit ist die Wikipedia wieder aktuell in allen Bereichen! Hinweis: bei Eintragung der Kategorie „Gestorben JAHR“ wird der Missbrauchsfilter 49 ausgelöst, was jedoch nicht schlimm ist. Siehe: Spezial:Missbrauchsfilter/49
Dies ist eine Liste von im vierten Quartal 1971 verstorbenen bekannten Persönlichkeiten. Die Einträge erfolgen innerhalb der einzelnen Daten alphabetisch sortiert. Tiere sind im Nekrolog für Tiere zu finden.

## Oktober
| Tag         | Name                              | Beruf, bekannt als                                                                                           | Alter | Beleg |
| ----------- | --------------------------------- | --- | ----- | ----- |
| 1. Oktober  | Richard Bremer                    | deutscher Journalist                                                                                         | 71    |       |
| 1. Oktober  | Maguba Gusseinowna Syrtlanowa     | sowjetische Bomberpilotin                                                                                    | 59    |       |
| 1. Oktober  | Giuseppe Tonani                   | italienischer Gewichtheber                                                                                   | 80    |       |
| 1. Oktober  | Gioacchino Volpe                  | italienischer Politiker, Autor und Historiker                                                                | 95    |       |
| 2. Oktober  | Dieter Beilig                     | deutsches Todesopfer der Berliner Mauer                                                                      | 30    |       |
| 2. Oktober  | Bola de Nieve                     | kubanischer Musiker                                                                                          | 60    |       |
| 2. Oktober  | Walther Bullerdiek                | deutscher Schauspieler, Hörspielsprecher und Komponist                                                       | 70    |       |
| 2. Oktober  | William O. Cowger                 | US-amerikanischer Politiker                                                                                  | 49    |       |
| 2. Oktober  | Adelheid von Habsburg-Lothringen  | österreichische Adelige, Tochter Kaiser Karls I.                                                             | 57    |       |
| 2. Oktober  | Reuben L. Haskell                 | US-amerikanischer Jurist und Politiker                                                                       | 92    |       |
| 2. Oktober  | Hans Paul Kaufmann                | deutscher Fettchemiker, Gründer der Deutschen Gesellschaft für Fettwissenschaft                              | 81    |       |
| 2. Oktober  | Resi Langer                       | deutsche Kabarettistin und Schauspielerin                                                                    | 85    |       |
| 2. Oktober  | Rudolf Laubenthal                 | deutscher Opernsänger (Heldentenor)                                                                          | 85    |       |
| 2. Oktober  | René Marcic                       | österreichischer Journalist und Rechtsphilosoph                                                              | 52    |       |
| 2. Oktober  | Friedrich Neven                   | deutscher Politiker (NSDAP), MdR, MdL                                                                        | 68    |       |
| 2. Oktober  | Martin Schäfer                    | deutscher Lehrer und Heimatforscher                                                                          | 82    |       |
| 2. Oktober  | Albert Wassermann                 | österreichischer Chemiker                                                                                    | 69    |       |
| 3. Oktober  | Hilda Abraham                     | deutsche Psychoanalytikerin                                                                                  | 64    |       |
| 3. Oktober  | Edit Angold                       | deutsche Schauspielerin                                                                                      | 76    |       |
| 3. Oktober  | Leah Baird                        | US-amerikanische Drehbuchautorin und Filmschauspielerin in der Stummfilmära                                  | 88    |       |
| 3. Oktober  | Daniel W. Bell                    | US-amerikanischer Regierungsbeamter und Manager                                                              | 80    |       |
| 3. Oktober  | Wilhelm Braun                     | deutscher Politiker (CDU), MdL                                                                               | 83    |       |
| 3. Oktober  | Aldo Castellani                   | italienischer Pathologe und Bakteriologe                                                                     | 97    |       |
| 3. Oktober  | Lester H. Germer                  | US-amerikanischer Physiker                                                                                   | 74    |       |
| 3. Oktober  | Ernst Maass                       | deutscher Maler                                                                                              | 66    |       |
| 3. Oktober  | Seán Ó Riada                      | irischer Komponist                                                                                           | 40    |       |
| 3. Oktober  | Charles Walter Simpson            | britischer Maler                                                                                             | 86    |       |
| 3. Oktober  | Henry Terrell Jr.                 | US-amerikanischer Offizier, Generalmajor der US-Army                                                         | 80    |       |
| 3. Oktober  | Frank Wohlfahrt                   | deutscher Musiker, Musikpädagoge und Musikkritiker                                                           | 77    |       |
| 4. Oktober  | Norman Cota                       | US-amerikanischer Militär, Generalmajor der United States Army                                               | 78    |       |
| 4. Oktober  | John Glaister                     | schottischer Rechtsmediziner und Hochschullehrer                                                             | 79    |       |
| 4. Oktober  | Homer Ruh                         | deutsch-US-amerikanischer American-Football-Spieler                                                          | 76    |       |
| 4. Oktober  | Helmut Ziegler                    | deutscher Politiker (SPD), MdL                                                                               | 57    |       |
| 4. Oktober  | Alberto Fermín Zubiría            | uruguayischer Politiker                                                                                      | 69    |       |
| 5. Oktober  | Henderson H. Carson               | US-amerikanischer Politiker                                                                                  | 77    |       |
| 5. Oktober  | August Wilhelm Fresenius          | deutscher evangelischer Theologe                                                                             | 75    |       |
| 5. Oktober  | Ben Thigpen                       | US-amerikanischer Jazzmusiker                                                                                | 62    |       |
| 5. Oktober  | Leoncio Veloso                    | chilenischer Fußballspieler                                                                                  | 74    |       |
| 5. Oktober  | Marit Øiseth                      | norwegische Sprinterin und Skilangläuferin                                                                   | 42    |       |
| 6. Oktober  | James G. Fulton                   | US-amerikanischer Politiker                                                                                  | 68    |       |
| 6. Oktober  | Hans Christian Hagedorn           | dänischer Pharmakologe und Diabetesforscher                                                                  | 83    |       |
| 6. Oktober  | Victor Kahn                       | französischer Schachspieler russischer Herkunft                                                              | 82    |       |
| 6. Oktober  | Gottfried Saurbier                | deutscher Maler                                                                                              | 66    |       |
| 6. Oktober  | Lotte Schwarz                     | deutschschweizerische Bibliothekarin                                                                         | 61    |       |
| 6. Oktober  | Viliam Široký                     | tschechoslowakischer Politiker der Kommunistischen Partei (KPČ)                                              | 69    |       |
| 7. Oktober  | John E. Miles                     | US-amerikanischer Politiker                                                                                  | 87    |       |
| 7. Oktober  | Graciela Párraga                  | kubanische Sängerin, Gitarristin und Komponistin                                                             | 66    |       |
| 7. Oktober  | Artēmijs Podnieks                 | lettischer Basketball- und Fußballspieler                                                                    | 62    |       |
| 8. Oktober  | Nigel Barrie                      | britischstämmiger Schauspieler                                                                               | 82    |       |
| 8. Oktober  | Johanna Bordewijk-Roepman         | niederländische Komponistin                                                                                  | 79    |       |
| 8. Oktober  | Felix Manthey                     | deutscher Radrennfahrer                                                                                      | 72    |       |
| 8. Oktober  | Mabel May                         | kanadische Malerin                                                                                           | 94    |       |
| 8. Oktober  | Wilhelm Nöldeke                   | deutscher Diplomat; Botschafter in Dänemark (1951–1954)                                                      | 82    |       |
| 8. Oktober  | Marie Odermatt-Lussy              | Schweizer Schriftstellerin                                                                                   | 80    |       |
| 8. Oktober  | Reginald Sorensen, Baron Sorensen | britischer Politiker, Mitglied des House of Commons und unitarischer Geistlicher                             | 80    |       |
| 8. Oktober  | Bernhard Struck                   | deutscher Völkerkundler und Anthropologe                                                                     | 83    |       |
| 8. Oktober  | José Ramón Villeda Morales        | honduranischer Politiker, Präsident von Honduras                                                             | 62    |       |
| 9. Oktober  | Michail Jefimowitsch Gubonin      | russischer Maler, Grafiker und Archivar                                                                      | 64    |       |
| 9. Oktober  | Harold Pyman                      | britischer General                                                                                           | 63    |       |
| 9. Oktober  | Ferdinand Richard Wilm            | deutscher Juwelier                                                                                           | 90    |       |
| 9. Oktober  | Maria Gabriele Zimmermann-Dursch  | deutsche Malerin                                                                                             | 90    |       |
| 10. Oktober | Arne Benary                       | deutscher Wirtschaftswissenschaftler und Vertreter des Neuen Ökonomischen Systems in der DDR                 | 42    |       |
| 10. Oktober | Cyril Burt                        | britischer Psychologe                                                                                        | 88    |       |
| 10. Oktober | Fritz Butschkau                   | deutscher Bankmanager                                                                                        | 70    |       |
| 10. Oktober | Metod Doležil                     | tschechischer Chorleiter und Musikpädagoge                                                                   | 85    |       |
| 10. Oktober | Philippe Hériat                   | französischer Schriftsteller                                                                                 | 73    |       |
| 10. Oktober | Karl Krichbaum                    | deutscher Politiker (NSDAP), MdR                                                                             | 71    |       |
| 10. Oktober | Ernst Kuntscher                   | deutscher Politiker (CDU), MdL, MdB                                                                          | 72    |       |
| 10. Oktober | Reggie McNamara                   | US-amerikanischer Radrennfahrer                                                                              | 82    |       |
| 11. Oktober | Hugo Bischof                      | deutscher Politiker (KPD), MdL                                                                               | 79    |       |
| 11. Oktober | Chester Conklin                   | US-amerikanischer Schauspieler                                                                               | 85    |       |
| 11. Oktober | Kurt Jüllig                       | deutscher Verwaltungsjurist und Landrat                                                                      | 86    |       |
| 11. Oktober | Berthe Noufflard                  | französische Portraitmalerin                                                                                 | 85    |       |
| 11. Oktober | Lewis B. Puller                   | Lieutenant General des US Marine Corps, höchstdekorierter US Marine                                          | 73    |       |
| 11. Oktober | Wilhelm Schulze                   | deutscher Heimatforscher, Museumsgründer und Kommunalpolitiker                                               | 84    |       |
| 11. Oktober | Wilhelm Staedel                   | Bischof der Evangelischen Kirche A.B. in Rumänien                                                            | 81    |       |
| 11. Oktober | Tamanoumi Masahiro                | japanischer Sumōringer und 51. Yokozuna                                                                      | 27    |       |
| 11. Oktober | Margaret Skinnider                | irische Lehrerin, Aktivistin und Frauenrechtlerin                                                            | 79    |       |
| 11. Oktober | Rudolf Wittkower                  | britischer, in Deutschland geborener und ausgebildeter Kunsthistoriker                                       | 70    |       |
| 12. Oktober | Dean Acheson                      | US-amerikanischer Politiker                                                                                  | 78    |       |
| 12. Oktober | Fritz Achterberg                  | deutscher Theater- und Stummfilmschauspieler                                                                 | 90    |       |
| 12. Oktober | Ömer Nasuhi Bilmen                | islamischer Religionsgelehrter                                                                               |       |       |
| 12. Oktober | Thomas M. Storke                  | US-amerikanischer Politiker                                                                                  | 94    |       |
| 12. Oktober | Poul Thymann                      | dänischer Ruderer                                                                                            | 83    |       |
| 12. Oktober | Paul Vasseur                      | französischer Schwimmer und Wasserballspieler                                                                | 87    |       |
| 12. Oktober | Gene Vincent                      | US-amerikanischer Musiker                                                                                    | 36    |       |
| 13. Oktober | Charles H. Corlett                | US-amerikanischer Offizier, Generalmajor der US-Army                                                         | 82    |       |
| 13. Oktober | Phoebe Ephron                     | US-amerikanische Drehbuchautorin                                                                             | 57    |       |
| 13. Oktober | Philip Fleming                    | britischer Ruderer                                                                                           | 82    |       |
| 13. Oktober | Robert Gribbroek                  | US-amerikanischer Maler, Illustrator und Art Director                                                        | 65    |       |
| 13. Oktober | Gyula Toki Horváth                | ungarischer Zigeuner- und Gipsygeiger                                                                        | 51    |       |
| 13. Oktober | Hans Ledersteger                  | österreichischer Filmarchitekt                                                                               | 73    |       |
| 13. Oktober | Kemp Malone                       | amerikanischer Philologe                                                                                     | 82    |       |
| 13. Oktober | Alec Reeves                       | englischer Ingenieur und Erfinder                                                                            | 69    |       |
| 13. Oktober | Karl Schorn                       | deutscher Schriftsteller                                                                                     | 78    |       |
| 13. Oktober | Romeo Sisti                       | italienischer Ruderer                                                                                        | 69    |       |
| 13. Oktober | Joe Sullivan                      | US-amerikanischer Jazz-Pianist des Chicago Jazz und Swing                                                    | 64    |       |
| 14. Oktober | Berthold Bahnsen                  | deutscher Politiker (SSW), MdL                                                                               | 58    |       |
| 14. Oktober | Claude Beck                       | US-amerikanischer Chirurg                                                                                    | 76    |       |
| 14. Oktober | Armando Cortes-Rodrigues          | portugiesischer Schriftsteller, Philologe und Ethnologe                                                      | 80    |       |
| 14. Oktober | Heinz Kitz                        | deutscher Politiker (CDU), MdL                                                                               | 64    |       |
| 14. Oktober | Ernst Schroeder                   | deutscher Kommunalpolitiker (FDP), Oberbürgermeister und Bürgermeister                                       | 82    |       |
| 14. Oktober | Sam Spewack                       | US-amerikanischer Drehbuchautor                                                                              | 72    |       |
| 14. Oktober | Norman Steenrod                   | US-amerikanischer Mathematiker                                                                               | 61    |       |
| 14. Oktober | Ernst Tzschach                    | deutscher Fußballspieler und Trainer                                                                         | 59    |       |
| 15. Oktober | Albert Alain                      | französischer Organist und Komponist                                                                         | 91    |       |
| 15. Oktober | Erwin Broner                      | deutscher Maler und Architekt                                                                                | 72    |       |
| 15. Oktober | Martin von Hase                   | deutscher Verlagsbuchhändler und Buchwissenschaftler                                                         | 69    |       |
| 15. Oktober | Alfred Lau                        | deutscher Journalist und Mundartdichter                                                                      | 73    |       |
| 15. Oktober | Joseph Offenbach                  | deutscher Schauspieler                                                                                       | 66    |       |
| 15. Oktober | Will Rasner                       | deutscher Politiker (CDU), MdB                                                                               | 51    |       |
| 15. Oktober | Maurus Riha                       | österreichischer Ordensgeistlicher, Abt der Benediktinerabtei Michaelbeuern                                  | 82    |       |
| 16. Oktober | Josef Beckmann                    | deutscher Politiker (CDU), MdL                                                                               | 71    |       |
| 16. Oktober | Karl Bründel                      | deutscher Rechtsanwalt und Notar sowie Politiker                                                             | 78    |       |
| 16. Oktober | Jules Humbert-Droz                | Schweizer Politiker und Publizist                                                                            | 80    |       |
| 16. Oktober | Harald von Koenigswald            | deutscher Schriftsteller                                                                                     | 65    |       |
| 17. Oktober | Leonas Bistras                    | litauischer Politiker und Premierminister                                                                    | 80    |       |
| 17. Oktober | Willi Eichler                     | deutscher Journalist und Politiker (SPD), MdL, MdB                                                           | 75    |       |
| 17. Oktober | Itō Sakio                         | japanischer Schriftsteller                                                                                   | 61    |       |
| 17. Oktober | Hans Kruzwicki                    | deutscher Maler                                                                                              | 86    |       |
| 17. Oktober | Karl Ludwig Lindt                 | deutsch-amerikanischer Theaterregisseur und Schauspieler bei Bühne, Film und Fernsehen                       | 69    |       |
| 17. Oktober | Rudi Lotze                        | deutscher Gewerkschafter und Politiker (SPD), MdB                                                            | 49    |       |
| 17. Oktober | Russ Method                       | US-amerikanischer American-Football-Spieler                                                                  | 74    |       |
| 17. Oktober | Peter Sindermann                  | deutscher Schauspieler in der DDR                                                                            | 32    |       |
| 18. Oktober | Klaus Becker                      | deutscher Kabarettist und Schauspieler                                                                       | 48    |       |
| 18. Oktober | Ernst Cordell                     | deutscher Ingenieur                                                                                          | 71    |       |
| 18. Oktober | Reinhold Illing                   | Mundartdichter und Komponist aus dem Erzgebirge                                                              | 87    |       |
| 18. Oktober | Otto Obereigner                   | deutscher evangelischer Pfarrer                                                                              | 87    |       |
| 18. Oktober | Jerome Pasquall                   | US-amerikanischer Jazzmusiker (Saxophone, Klarinette)                                                        | 69    |       |
| 18. Oktober | Manfred Roeder                    | deutscher Jurist, Militärrichter zur Zeit des Nationalsozialismus                                            | 71    |       |
| 18. Oktober | Peter Szondi                      | deutscher Literaturwissenschaftler, Kritiker, Übersetzer und Essayist ungarischer Herkunft                   | 42    |       |
| 18. Oktober | Beatrice Zweig                    | deutsche Malerin                                                                                             | 79    |       |
| 19. Oktober | Betty Bronson                     | US-amerikanische Schauspielerin                                                                              | 64    |       |
| 19. Oktober | Irene Dallas                      | britische Suffragette                                                                                        | 88    |       |
| 19. Oktober | Edwin Morris                      | Erzbischof von Wales                                                                                         | 77    |       |
| 19. Oktober | Robert Pfleger                    | deutscher Chemiker                                                                                           | 65    |       |
| 19. Oktober | Sam M. Russell                    | US-amerikanischer Politiker                                                                                  | 82    |       |
| 19. Oktober | Walter Tanau                      | deutscher Maler, Graphiker, Bildhauer                                                                        | 59    |       |
| 20. Oktober | Ernst Arnds                       | deutscher Politiker (SPD), MdL                                                                               | 49    |       |
| 20. Oktober | Friedrich Gruber                  | deutscher Kommunalpolitiker                                                                                  | 88    |       |
| 20. Oktober | Artur Mandler                     | tschechischer Schachkomponist                                                                                | 80    |       |
| 20. Oktober | Max von Mühlenen                  | Schweizer Maler und Glasmaler                                                                                | 68    |       |
| 20. Oktober | Gene Pollar                       | US-amerikanischer Schauspieler, zweiter Tarzan-Darsteller der Filmgeschichte                                 | 79    |       |
| 20. Oktober | Kurt Schnell                      | deutscher Außenhandelsfunktionär                                                                             | 57    |       |
| 20. Oktober | Sepp Semar                        | deutscher Maler und Grafiker                                                                                 | 69    |       |
| 21. Oktober | Hermann Götz                      | deutscher Politiker                                                                                          | 82    |       |
| 21. Oktober | Raymond Hatton                    | US-amerikanischer Schauspieler                                                                               | 84    |       |
| 21. Oktober | Maureen Hume                      | schottische Badmintonspielerin                                                                               |       |       |
| 21. Oktober | Shiga Naoya                       | japanischer Schriftsteller                                                                                   | 88    |       |
| 21. Oktober | Erich Triebel                     | deutscher Paläontologe und Mikropaläontologe                                                                 | 77    |       |
| 21. Oktober | Edgar Ziesemer                    | deutscher Kameramann                                                                                         | 76    |       |
| 22. Oktober | Werner Dubois                     | deutscher SS-Scharführer – beteiligt an der „Aktion T4“ und der „Aktion Reinhardt“                           | 58    |       |
| 22. Oktober | Håkon Ellingsen                   | norwegischer Ruderer                                                                                         | 76    |       |
| 22. Oktober | Hamilton Alexander Rosskeen Gibb  | schottischer Islamwissenschaftler und Nahostexperte                                                          | 76    |       |
| 22. Oktober | Grzegorz Korczyński               | polnischer Generalleutnant der Polnischen Volksarmee, Diplomat und Politiker                                 | 56    |       |
| 22. Oktober | Heinrich Landahl                  | deutscher Politiker (DDP, SPD), MdHB, MdR und Hamburger Schulsenator                                         | 76    |       |
| 22. Oktober | Walter Leiske                     | deutscher Politiker (CDU), MdB                                                                               | 82    |       |
| 22. Oktober | Norbert Schmid                    | deutscher Polizist; erstes Mordopfer der RAF                                                                 | 32    |       |
| 23. Oktober | Jack Allen                        | englischer Fußballspieler                                                                                    | 80    |       |
| 23. Oktober | Georg Bachmann                    | deutscher Landwirt und Politiker (DNVP, CNBL, CSU), MdR, MdL                                                 | 85    |       |
| 23. Oktober | Herbert Böhme                     | nationalsozialistischer Dichter und Lyriker                                                                  | 64    |       |
| 23. Oktober | Enriqueta Garreta i Toldrà        | katalanische klassische Pianistin und Musikpädagogin                                                         | 63    |       |
| 23. Oktober | Veikko Heiskanen                  | skandinavischer Geodät                                                                                       | 76    |       |
| 23. Oktober | Carl Hudeczek                     | österreichischer Botschafter, Volkswirtschaftler und Schriftsteller                                          | 82    |       |
| 23. Oktober | Walter Ortlepp                    | deutscher Politiker (NSDAP), SS-Brigadeführer, Innenminister von Thüringen, MdR                              | 71    |       |
| 23. Oktober | Jan Roubal                        | tschechischer Entomologe                                                                                     | 91    |       |
| 23. Oktober | Hans Wesemann                     | deutscher Journalist und Gestapoagent                                                                        | 76    |       |
| 24. Oktober | Wolfgang Bartels                  | deutscher Politiker (SPD, USPD, VKPD), MdR und Journalist, Reichstagsabgeordneter                            | 81    |       |
| 24. Oktober | Hilde Hubbuch                     | deutsch-amerikanische Fotografin                                                                             | 66    |       |
| 24. Oktober | Chuck Hughes                      | US-amerikanischer American-Football-Spieler und -Trainer                                                     | 28    |       |
| 24. Oktober | Keith Kirkland                    | australischer Schwimmer                                                                                      | 71    |       |
| 24. Oktober | Fernand Quinet                    | belgischer Cellist, Komponist und Dirigent                                                                   | 73    |       |
| 24. Oktober | Edmund Reek                       | US-amerikanischer Filmproduzent und Regisseur                                                                | 74    |       |
| 24. Oktober | Carl Ruggles                      | US-amerikanischer Komponist                                                                                  | 95    |       |
| 24. Oktober | Jo Siffert                        | Schweizer Autorennfahrer                                                                                     | 35    |       |
| 25. Oktober | Hanns Blaschke                    | österreichischer Politiker (parteilos), MdR, Bürgermeister von Wien                                          | 75    |       |
| 25. Oktober | Lenhard Everwien                  | deutscher Politiker (NSDAP) und Bäckermeister, MdR                                                           | 74    |       |
| 25. Oktober | Michail Kusmitsch Jangel          | sowjetischer Raketenkonstrukteur                                                                             | 59    |       |
| 25. Oktober | Walter König                      | deutscher Veterinär                                                                                          | 80    |       |
| 25. Oktober | Paul Terry                        | US-amerikanischer Animator, Drehbuchautor, Filmproduzent und Filmregisseur                                   | 84    |       |
| 25. Oktober | Wolfgang Wehrum                   | deutscher Filmeditor und Filmregisseur                                                                       | 64    |       |
| 25. Oktober | Philip Wylie                      | US-amerikanischer Schriftsteller                                                                             | 69    |       |
| 26. Oktober | Harry J. Benda                    | US-amerikanischer Historiker                                                                                 | 51    |       |
| 26. Oktober | Yves de la Casinière              | französischer Komponist und Musikpädagoge                                                                    | 74    |       |
| 26. Oktober | Christian Fette                   | deutscher Gewerkschafter, Vorsitzender des DGB, Politiker (SPD), MdL                                         | 76    |       |
| 26. Oktober | Bolesław Rumiński                 | polnischer Politiker                                                                                         | 64    |       |
| 27. Oktober | Karel Janoušek                    | tschechoslowakischer Soldat und Teilnehmer am Widerstand während des Ersten wie auch des Zweiten Weltkrieges | 77    |       |
| 25. Oktober | Rosy Schilling                    | deutsche Kunsthistorikerin                                                                                   | 83    |       |
| 27. Oktober | Georg Stahl                       | deutscher Politiker (NSDAP)                                                                                  | 76    |       |
| 27. Oktober | Umaldy Theodore Waterfall         | US-amerikanischer Botaniker                                                                                  | 61    |       |
| 28. Oktober | Eugen Haller                      | Uhrmacher und württembergischer Landtagsabgeordneter                                                         | 89    |       |
| 28. Oktober | Heinrich Hock                     | deutscher Chemiker                                                                                           | 84    |       |
| 28. Oktober | Hans Maly                         | deutscher Polizeibeamter                                                                                     | 64    |       |
| 28. Oktober | Bohuslav Reynek                   | tschechischer Dichter, Schriftsteller, Maler und Übersetzer                                                  | 79    |       |
| 29. Oktober | Duane Allman                      | US-amerikanischer Rock- und Blues-Gitarrist                                                                  | 24    |       |
| 29. Oktober | Maura Böckeler                    | deutsche Benediktinerin und Hildegardisforscherin                                                            | 81    |       |
| 29. Oktober | Walter Burckhardt                 | Schweizer Dermatologe                                                                                        | 66    |       |
| 29. Oktober | Adam Gottron                      | deutscher katholischer Geistlicher, Lokal- und Musikhistoriker, Ehrenbürger der Stadt Mainz                  | 82    |       |
| 29. Oktober | Mikajel Masmanjan                 | armenischer Architekt und Hochschullehrer                                                                    | 71    |       |
| 29. Oktober | Joseph Nehama                     | griechischer Historiker, Linguist und Lehrer                                                                 | 90    |       |
| 29. Oktober | Raymond de Saussure               | Schweizer Psychoanalytiker                                                                                   | 77    |       |
| 29. Oktober | Siegfried Schott                  | deutscher Ägyptologe                                                                                         | 74    |       |
| 29. Oktober | Arne Tiselius                     | schwedischer Chemiker und Nobelpreisträger für Chemie (1948)                                                 | 69    |       |
| 29. Oktober | Emerich Vogl                      | rumänischer Fußballspieler und -trainer                                                                      | 66    |       |
| 29. Oktober | Julius Zerzer                     | österreichischer Schriftsteller                                                                              | 82    |       |
| 30. Oktober | Valeriu Lucian Bologa             | Siebenbürger Medizinhistoriker                                                                               | 78    |       |
| 30. Oktober | Osvald Chlubna                    | tschechischer Komponist                                                                                      | 78    |       |
| 30. Oktober | Georg Hambüchen                   | deutscher Maler                                                                                              | 70    |       |
| 30. Oktober | Karl-Friedrich Schmidt            | deutscher Chemiker                                                                                           | 84    |       |
| 30. Oktober | Martin Trettenbach                | deutscher Krankenkassenmanager und Politiker                                                                 | 79    |       |
| 30. Oktober | Ernst Günter Troche               | deutscher Kunsthistoriker                                                                                    | 62    |       |
| 31. Oktober | Roger Guérillot                   | französischer Kolonist in Ubangi-Schari                                                                      | 66    |       |
| 31. Oktober | Robert H. Planck                  | US-amerikanischer Kameramann                                                                                 | 69    |       |
| 31. Oktober | Olga Preobraschenskaja            | russische bzw. sowjetische Schauspielerin, Filmregisseurin, Drehbuchautorin und Hochschullehrerin            | 90    |       |
| 31. Oktober | Gerhard von Rad                   | deutscher Alttestamentler                                                                                    | 70    |       |
| 31. Oktober | Hans Rheinfelder                  | deutscher Romanist, Sprachwissenschaftler und Literaturwissenschaftler                                       | 73    |       |
| 31. Oktober | Alexander Nikolajewitsch Saizew   | sowjetischer Schachspieler                                                                                   | 36    |       |
| 31. Oktober | Petra Vermehren                   | deutsche Journalistin                                                                                        | 78    |       |
| Oktober     | Lorenzo Flennoy                   | US-amerikanischer Jazzmusiker und Komponist                                                                  | 61    |       |
| Oktober     | Heinz Goldberg                    | deutscher Übersetzer                                                                                         | 61    |       |
| Oktober     | Albert Johnson                    | US-amerikanischer Kugelstoßer und Hammerwerfer                                                               |       |       |
| Oktober     | Fred J. Rode                      | US-amerikanischer Szenenbildner                                                                              | 75    |       |

## November
| Tag          | Name                              | Beruf, bekannt als                                                                                              | Alter | Beleg |
| ------------ | --------------------------------- | --- | ----- | ----- |
| 1. November  | Leonid Brümmer                    | russischer bzw. sowjetischer Maler                                                                              | 82    |       |
| 1. November  | Irene Daye                        | US-amerikanische Jazzsängerin                                                                                   | 53    |       |
| 1. November  | Gertrud von le Fort               | deutsche Schriftstellerin                                                                                       | 95    |       |
| 1. November  | Wilhelm Pilgram                   | deutscher Schauspieler und Hörspielsprecher                                                                     | 82    |       |
| 1. November  | Absalom Willis Robertson          | US-amerikanischer Jurist und Politiker                                                                          | 84    |       |
| 1. November  | Ernst Roedelius                   | deutscher Chirurg und Urologe in Hamburg                                                                        | 89    |       |
| 1. November  | Michail Iljitsch Romm             | sowjetischer Filmregisseur und Drehbuchautor                                                                    | 70    |       |
| 1. November  | Leonard J. Savage                 | US-amerikanischer Statistiker                                                                                   | 53    |       |
| 1. November  | Jadwiga Smosarska                 | polnische Schauspielerin                                                                                        | 73    |       |
| 1. November  | Walter Wehe                       | deutscher Politiker (KPD)                                                                                       | 71    |       |
| 1. November  | Mosche Wulff                      | russisch-israelischer Psychoanalytiker                                                                          | 93    |       |
| 2. November  | Lucie Adelsberger                 | deutsche Medizinerin jüdischer Herkunft und Holocaustüberlebende                                                | 76    |       |
| 2. November  | Hjalmar Andersson                 | schwedischer Langstreckenläufer                                                                                 | 82    |       |
| 2. November  | Leon Baumgarten                   | polnischer sozialistischer Aktivist, Historiker                                                                 | 69    |       |
| 2. November  | Winfield K. Denton                | US-amerikanischer Politiker                                                                                     | 75    |       |
| 2. November  | Ted Frazier                       | US-amerikanischer Eishockeytorwart                                                                              | 64    |       |
| 2. November  | Ernst Lohagen                     | deutscher Politiker (KPD, SED), MdR, MdV                                                                        | 74    |       |
| 2. November  | Robert Mensah                     | ghanaischer Fußballtorhüter                                                                                     |       |       |
| 2. November  | Dawud Pirnia                      | iranischer Jurist, Musikwissenschaftler und Radioprogrammgestalter                                              |       |       |
| 2. November  | Martha Vickers                    | US-amerikanische Schauspielerin                                                                                 | 46    |       |
| 2. November  | Josef Zora                        | tschechoslowakischer Tontechniker, Schauspieler, Rezitator und Theaterregisseur                                 | 77    |       |
| 3. November  | Étienne Gailly                    | belgischer Leichtathlet                                                                                         | 48    |       |
| 3. November  | Hans Krüger                       | deutscher Politiker (CDU), MdB, Vertriebenenminister (1963–1964)                                                | 69    |       |
| 3. November  | Gary McFarland                    | US-amerikanischer Komponist, Arrangeur und Vibraphonist des Modern Jazz                                         | 38    |       |
| 3. November  | Thawi Bunyaket                    | thailändischer Landwirtschaftsminister und Premierminister                                                      | 66    |       |
| 3. November  | Arturo Torres Rioseco             | US-amerikanischer Romanist und Hispanist chilenischer Herkunft                                                  | 74    |       |
| 4. November  | Herbert Gundelach                 | deutscher Offizier, zuletzt Generalmajor im Zweiten Weltkrieg                                                   | 72    |       |
| 4. November  | Lilli Kerzinger-Werth             | deutsche Tierbildhauerin und Malerin                                                                            | 74    |       |
| 4. November  | Günther Ludwig                    | deutscher Politiker (NDPD) und Berufssoldat                                                                     | 72    |       |
| 4. November  | Jacob Onsrud                      | norwegischer Sportschütze                                                                                       | 89    |       |
| 4. November  | Guillermo León Valencia           | kolumbianischer Rechtsanwalt und Politiker                                                                      | 62    |       |
| 5. November  | Lothar Berger                     | deutscher Generalmajor                                                                                          | 70    |       |
| 5. November  | Martin Frey                       | deutscher Politiker (CDU), MdB                                                                                  | 66    |       |
| 5. November  | Werner Kalmus                     | deutscher Jurist und Landrat                                                                                    | 79    |       |
| 5. November  | Július Stano                      | slowakischer Politiker                                                                                          | 71    |       |
| 5. November  | Luigi Tasselli                    | italienischer Radrennfahrer                                                                                     | 70    |       |
| 6. November  | Georg Baus                        | deutscher Maler und Grafiker                                                                                    | 82    |       |
| 6. November  | Spessard Holland                  | US-amerikanischer Politiker, Gouverneur von Florida                                                             | 79    |       |
| 6. November  | Heinrich Hünecke                  | deutscher Sportfunktionär                                                                                       | 80    |       |
| 6. November  | Hellmuth Jäger                    | deutscher Politiker                                                                                             | 67    |       |
| 6. November  | Peter Kleist                      | deutscher politischer Schriftsteller und Diplomat                                                               | 67    |       |
| 6. November  | Alfred Lange                      | deutscher Autor, Konvertit und Gründer der Stefanus-Gemeinschaft                                                | 60    |       |
| 6. November  | Hans von Meyenburg                | Schweizer Pathologe und Hochschullehrer                                                                         | 84    |       |
| 7. November  | Maurice Hewitt                    | französischer Geiger und Dirigent                                                                               | 87    |       |
| 7. November  | Noa Kiepenheuer                   | deutsche Verlegerin und Autorin                                                                                 | 78    |       |
| 7. November  | Walter Pfeiffer                   | deutscher Fabrikant                                                                                             | 80    |       |
| 7. November  | Ludwig Welti                      | österreichischer Historiker                                                                                     | 67    |       |
| 8. November  | Jack Brooks                       | US-amerikanischer Jazzmusiker                                                                                   | 59    |       |
| 8. November  | Hans Degen                        | deutscher Offizier, zuletzt Generalleutnant im Zweiten Weltkrieg                                                | 72    |       |
| 8. November  | Willy Hoffmeister                 | deutscher Kommunalpolitiker (CDU), Bürgermeister von Lüdenscheid                                                | 70    |       |
| 8. November  | John Burns Hynd                   | britischer Politiker (Labour), Mitglied des House of Commons                                                    | 69    |       |
| 8. November  | Stanisław Kądziołka               | polnischer Skisportler                                                                                          | 69    |       |
| 8. November  | Oskar Wagner                      | deutscher Kaufmann und Senator (Bayern)                                                                         | 74    |       |
| 8. November  | Franz Winterer                    | österreichischer Politiker (SPÖ), Abgeordneter zum Nationalrat                                                  | 79    |       |
| 8. November  | Karl Winterfeld                   | deutscher Pharmazeut und Hochschullehrer                                                                        | 79    |       |
| 9. November  | Benito Armingol                   | chilenischer Fußballspieler                                                                                     | 52    |       |
| 9. November  | Anton Germscheid                  | deutscher Politiker der CDU                                                                                     | 86    |       |
| 9. November  | Jean Lacroix                      | französischer Fechter                                                                                           | 86    |       |
| 9. November  | Adolphine Bertha Pfeiffer         | deutsche Haushälterin und Judenretterin in Polen                                                                | 82    |       |
| 9. November  | Susanne Räder-Großmann            | deutsche Politikerin (SPD), Mitglied des Abgeordnetenhauses von Berlin                                          | 69    |       |
| 9. November  | Friedrich Günther von Schwarzburg | deutscher Adliger, Chef des Hauses Schwarzburg                                                                  | 70    |       |
| 10. November | Walter Van Tilburg Clark          | US-amerikanischer Schriftsteller                                                                                | 62    |       |
| 10. November | Nicolas Constant                  | französischer Turner                                                                                            | 85    |       |
| 10. November | Julius Grober                     | deutscher Internist                                                                                             | 95    |       |
| 10. November | Ralph Lenney                      | englischer Fußballspieler                                                                                       | 76    |       |
| 10. November | Maria Likarz                      | Designerin und Mitarbeiterin der Wiener Werkstätte                                                              | 78    |       |
| 10. November | Hansjoachim von Rohr              | deutscher Rittergutbesitzer und Politiker (DNVP), MdL                                                           | 83    |       |
| 10. November | Melchior Westhues                 | deutscher Veterinär                                                                                             | 75    |       |
| 11. November | Maria Almas-Dietrich              | deutsche Kunsthändlerin                                                                                         | 79    |       |
| 11. November | Conrad Hommel                     | deutscher Maler                                                                                                 | 88    |       |
| 11. November | Walther Kittel                    | deutscher Sanitätsoffizier, Generalstabsarzt im Zweiten Weltkrieg                                               | 84    |       |
| 12. November | Artur Buschmann                   | deutscher Maler des Realismus                                                                                   | 76    |       |
| 12. November | Peter Driver                      | britischer Langstreckenläufer                                                                                   | 39    |       |
| 12. November | Dietrich Klagges                  | deutscher Politiker (NSDAP), MdR, Ministerpräsident des Landes Braunschweig während der NS-Zeit                 | 80    |       |
| 12. November | Eirik Labonne                     | französischer Botschafter                                                                                       | 83    |       |
| 12. November | Toni Roth                         | deutscher Maler, Dozent für Maltechnik, Denkmalpfleger und Restaurator                                          | 72    |       |
| 12. November | Friedrich Schober                 | österreichischer Historiker                                                                                     | 67    |       |
| 12. November | Kurt Ziesché                      | deutscher katholischer Theologe und Priester                                                                    | 95    |       |
| 13. November | Raymond Peter Hillinger           | US-amerikanischer Geistlicher, Bischof von Rockford und Weihbischof in Chicago                                  | 67    |       |
| 13. November | Ramón Emilio Jiménez              | dominikanischer Schriftsteller                                                                                  | 85    |       |
| 13. November | Walter Kochner                    | Sänger, Regisseur und Schauspieler                                                                              | 66    |       |
| 13. November | Wolf Graf von Luckner             | deutscher Artillerieoffizier, Generalmajor der Wehrmacht                                                        | 75    |       |
| 13. November | Helen Betty Osborne               | kanadische Indianerfrau                                                                                         | 19    |       |
| 13. November | Hans Erwin Steinbach              | deutscher Kunstmaler                                                                                            | 75    |       |
| 13. November | Wilhelm Weidemann                 | deutscher Lehrer und Politiker (SPD), MdL                                                                       | 78    |       |
| 14. November | Narayan Hari Apte                 | indischer Schriftsteller, Herausgeber und Drehbuchautor                                                         | 82    |       |
| 14. November | Robert Arkwright                  | britischer Generalmajor                                                                                         | 68    |       |
| 14. November | Luciano Bianciardi                | italienischer Schriftsteller und Übersetzer                                                                     | 48    |       |
| 14. November | Virgilio Chiesa                   | Schweizer Lehrer, Lokalhistoriker, Forscher und Publizist                                                       | 82    |       |
| 14. November | Ferdinand Heim                    | deutscher Offizier, zuletzt Generalleutnant im Zweiten Weltkrieg                                                | 76    |       |
| 14. November | Paul Klinger                      | deutscher Schauspieler                                                                                          | 64    |       |
| 14. November | Hanna Neumann                     | deutsch-australische Mathematikerin                                                                             | 57    |       |
| 14. November | Giovanni Salvati                  | italienischer Automobilrennfahrer                                                                               | 30    |       |
| 14. November | Paul Hermann Schoedder            | deutscher Maler                                                                                                 | 83    |       |
| 14. November | Gottlieb Söhngen                  | deutscher katholischer Theologe und Philosoph                                                                   | 79    |       |
| 14. November | Wilhelm Ulrich                    | deutscher Architekt                                                                                             | 81    |       |
| 15. November | Rudolf Iwanowitsch Abel           | Agent der UdSSR in den USA                                                                                      | 68    |       |
| 15. November | Fritz Kauffmann                   | deutscher Jurist und Ministerialrat                                                                             | 85    |       |
| 16. November | Bruno Cicognani                   | italienischer Schriftsteller                                                                                    | 92    |       |
| 16. November | Josef Kainar                      | tschechischer Dichter, Dramaturg und Übersetzer sowie Mitglied der Gruppe 42                                    | 54    |       |
| 16. November | Walter Möller                     | deutscher Kommunalpolitiker der SPD                                                                             | 51    |       |
| 16. November | Stratos Pagioumtzis               | griechischer Sänger                                                                                             |       |       |
| 16. November | Wolfgang Reimann                  | deutscher Kirchenmusiker, Organist und Hochschullehrer                                                          | 84    |       |
| 16. November | Edie Sedgwick                     | US-amerikanisches Fotomodell und Schauspielerin                                                                 | 28    |       |
| 16. November | William Shackleton                | englischer Cricketspieler                                                                                       | 63    |       |
| 16. November | Arne Tollbom                      | schwedischer Degenfechter                                                                                       | 60    |       |
| 17. November | Rudolf Balks                      | deutscher Agrikulturchemiker                                                                                    | 70    |       |
| 17. November | Karl Berner                       | deutscher Mediziner                                                                                             | 83    |       |
| 17. November | Debaki Bose                       | indischer Filmregisseur und Drehbuchautor                                                                       | 72    |       |
| 17. November | Gladys Cooper                     | britische Schauspielerin                                                                                        | 82    |       |
| 17. November | J. Howard Edmondson               | US-amerikanischer Politiker                                                                                     | 46    |       |
| 17. November | Leslie Godfree                    | englischer Tennisspieler                                                                                        | 86    |       |
| 17. November | Hermann Mattern                   | deutscher Landschaftsarchitekt                                                                                  | 68    |       |
| 17. November | Edmund Natter                     | deutscher Rechtsanwalt                                                                                          | 93    |       |
| 17. November | André Patry                       | Schweizer Ophthalmologe                                                                                         | 95    |       |
| 18. November | George Addy                       | englischer Fußballspieler                                                                                       | 80    |       |
| 18. November | Emil Breitenstein                 | deutscher Politiker (NSDAP), MdR und SA-Führer                                                                  | 72    |       |
| 18. November | Franz Fister                      | hessischer Politiker (SPD)                                                                                      | 85    |       |
| 18. November | Fritz Kempe                       | deutscher Maler und Grafiker                                                                                    | 72    |       |
| 18. November | Rudolf Kopf                       | österreichischer Politiker (NSDAP, VdU, FPÖ), Abgeordneter zum Nationalrat                                      | 81    |       |
| 18. November | Eva Liebenberg                    | deutsche Opern- und Konzertsängerin (Alt)                                                                       | 81    |       |
| 18. November | Wilhelm Melchers                  | deutscher Diplomat                                                                                              | 71    |       |
| 18. November | Junior Parker                     | US-amerikanischer Blues-Musiker                                                                                 | 39    |       |
| 18. November | Johannes Schütte                  | deutscher römisch-katholischer Ordensgeistlicher und Generalsuperior der Steyler Missionare                     | 58    |       |
| 18. November | David Alymer Scott                | kanadischer Biochemiker                                                                                         | 79    |       |
| 19. November | Erika Buchmann                    | deutsche Politikerin (KPD), MdL                                                                                 | 69    |       |
| 19. November | Stuart Gilmore                    | US-amerikanischer Filmeditor und Filmregisseur                                                                  | 62    |       |
| 19. November | Jacob Glatstein                   | US-amerikanischer jiddischer Autor                                                                              | 75    |       |
| 19. November | Max Kellmayer                     | deutscher Kaufmann und Politiker                                                                                | 70    |       |
| 19. November | Helge Larsson                     | schwedischer Kanute                                                                                             | 55    |       |
| 19. November | Fred McLean                       | kanadischer Eishockeyspieler                                                                                    | 78    |       |
| 19. November | Max Radler                        | deutscher Maler                                                                                                 | 67    |       |
| 19. November | Wilhelm Wassung                   | Landtagsabgeordneter im Volksstaat Hessen                                                                       | 78    |       |
| 20. November | Arthur F. Blinn                   | US-amerikanischer Tontechniker und Filmtechnikpionier                                                           | 88    |       |
| 20. November | Will Elfes                        | deutscher Bildhauer und Musiker                                                                                 | 47    |       |
| 20. November | Ernst Mantel                      | deutscher Bundesrichter, Untersuchungsrichter am Volksgerichtshof, Generalrichter am Reichskriegsgericht        | 74    |       |
| 20. November | Jack A. Patterson                 | US-amerikanischer Politiker                                                                                     | 81    |       |
| 20. November | Walther Pauer                     | deutscher Wärmewirtschafter und Hochschullehrer                                                                 | 84    |       |
| 20. November | Andreas J. Rottendorf             | deutscher Schriftsteller und Unternehmer                                                                        | 74    |       |
| 21. November | Josef Košťálek                    | tschechischer Fußballspieler und Fußballtrainer                                                                 | 62    |       |
| 21. November | Charlotte Kramm                   | deutsche Schauspielerin und Synchronsprecherin                                                                  | 71    |       |
| 21. November | Amadeo Silva-Tarouca              | österreichischer Philosoph                                                                                      | 73    |       |
| 22. November | Ludwig Adenauer                   | deutscher Politiker, Staatssekretär von Nordrhein-Westfalen                                                     | 69    |       |
| 22. November | Georges Aubé                      | französischer General                                                                                           | 87    |       |
| 22. November | Zez Confrey                       | US-amerikanischer Komponist und Interpret des Ragtime                                                           | 76    |       |
| 22. November | Heinrich Havermann                | deutscher Tierzuchtwissenschaftler und Hochschullehrer an der Universität Bonn                                  | 62    |       |
| 22. November | Walter Sande                      | US-amerikanischer Schauspieler                                                                                  | 65    |       |
| 22. November | Hans Schröder                     | deutscher Politiker (SPD), MdL                                                                                  | 69    |       |
| 22. November | József Zakariás                   | ungarischer Fußballspieler                                                                                      | 47    |       |
| 23. November | Ernst M. Backes                   | deutscher Bankdirektor und Kunstmaler                                                                           | 63    |       |
| 23. November | Gustav Hack                       | österreichischer Politiker (ÖVP), Mitglied des Bundesrates                                                      | 71    |       |
| 23. November | Hans Kaufmes                      | Landwirtschaftsfachmann, Landesbauernführer der Deutschen Volksgruppe in Rumänien (DViR), Leiter des Landesb... | 74    |       |
| 23. November | Kusaka Ryūnosuke                  | japanischer Admiral                                                                                             | 78    |       |
| 23. November | Francis Xavier Muthappa           | indischer Geistlicher, Bischof von Coimbatore                                                                   | 73    |       |
| 23. November | Tor Nessling                      | finnischer Diplomingenieur, Industrieller und Vuorineuvos                                                       | 70    |       |
| 23. November | Friedrich Pietrusky               | deutscher Gerichtsmediziner und Hochschullehrer                                                                 | 78    |       |
| 23. November | Wilhelm Zedinek                   | Abt des Stiftes Göttweig                                                                                        | 73    |       |
| 24. November | Tine Baanders                     | niederländische Grafikdesignerin                                                                                | 81    |       |
| 24. November | Wilhelm Gillardon                 | deutscher Verleger                                                                                              | 92    |       |
| 24. November | Ernst Göhner                      | Schweizer Bauunternehmer                                                                                        | 71    |       |
| 24. November | Friedrich Oehlkers                | deutscher Botaniker                                                                                             | 81    |       |
| 24. November | Theodor Sabalitschka              | deutscher Apotheker und Chemiker                                                                                | 82    |       |
| 24. November | Walter Tyrolf                     | deutscher Staatsanwalt und Richter                                                                              | 70    |       |
| 25. November | Oreste Biancoli                   | italienischer Drehbuchautor und Filmregisseur                                                                   | 74    |       |
| 25. November | Audrey Emery                      | US-amerikanische Millionenerbin und Frau eines russischen Großfürsten                                           | 67    |       |
| 25. November | Ana Frohmiller                    | US-amerikanische Politikerin                                                                                    | 80    |       |
| 25. November | Karl Holl                         | deutscher Literarhistoriker sowie Hochschullehrer                                                               | 85    |       |
| 25. November | Jan Engbertus Jonkers             | niederländischer Strafrechtler                                                                                  | 81    |       |
| 25. November | Hank Mann                         | US-amerikanischer Schauspieler, Komiker, Regisseur und Drehbuchautor                                            |       |       |
| 25. November | Ahmet Ferit Tek                   | osmanisch-türkischer Politiker, Diplomat und Denker                                                             | 93    |       |
| 25. November | Bruno Wolf                        | deutscher Kommunalbeamter                                                                                       | 93    |       |
| 25. November | Wilhelm Zangen                    | deutscher Wehrwirtschaftsführer und Leiter der Reichsgruppe Industrie                                           | 80    |       |
| 26. November | Joe Adonis                        | US-amerikanischer Mafia-Boss in New York                                                                        | 69    |       |
| 26. November | Giacomo Alberione                 | italienischer Priester der Römisch-katholischen Kirche und Ordensgründer                                        | 87    |       |
| 26. November | Otto Bickenbach                   | deutscher Internist, führte im KZ Natzweiler-Struthof Giftgasversuche an Häftlingen durch                       | 70    |       |
| 26. November | Ernst Deuerlein                   | deutscher Beamter und Historiker                                                                                | 53    |       |
| 26. November | Bengt Ekerot                      | schwedischer Schauspieler und Regisseur                                                                         | 51    |       |
| 26. November | Hermann-Gerhard Gruß              | deutscher Jurist                                                                                                | 67    |       |
| 26. November | Andreas Posch                     | österreichischer Universitätsprofessor, Historiker, Theologe und Priester                                       | 83    |       |
| 26. November | Rudolf Reichelt                   | deutscher Ruderer                                                                                               | 81    |       |
| 26. November | Karl Heinz Schneider              | deutscher Jurist, Richter am Bundesgerichtshof                                                                  | 55    |       |
| 26. November | Jacques de Senarclens             | Schweizer evangelischer Geistlicher und Hochschullehrer                                                         | 56    |       |
| 27. November | Edgar Bain                        | US-amerikanischer Metallurg                                                                                     | 80    |       |
| 27. November | Joe Guyon                         | US-amerikanischer American-Football-Spieler, Baseballspieler                                                    | 79    |       |
| 27. November | Rudolf Koch-Erpach                | deutscher Offizier, zuletzt General der Kavallerie im Zweiten Weltkrieg                                         | 85    |       |
| 27. November | Otto-Kurt Laag                    | deutscher Lehrer und Heimatforscher                                                                             | 74    |       |
| 27. November | Emory S. Land                     | Vizeadmiral der United States Navy                                                                              | 92    |       |
| 27. November | Jēkabs Mediņš                     | lettischer Komponist                                                                                            | 86    |       |
| 28. November | Grantley Herbert Adams            | barbadischer Politiker                                                                                          | 73    |       |
| 28. November | Karl Graf von Bothmer             | ungarischer Generalkonsul                                                                                       | 80    |       |
| 28. November | Josef Krainer senior              | österreichischer Politiker (CS, ÖVP), Mitglied des Bundesrates                                                  | 68    |       |
| 28. November | Papa Lightfoot                    | US-amerikanischer Bluessänger und Mundharmonikaspieler                                                          | 47    |       |
| 28. November | Jakob Mayr                        | österreichischer Politiker (CS/ÖVP)                                                                             | 76    |       |
| 28. November | Tom J. Murray                     | US-amerikanischer Politiker                                                                                     | 77    |       |
| 28. November | Hans Schmidt                      | deutscher Offizier, zuletzt Generalleutnant im Zweiten Weltkrieg                                                | 76    |       |
| 28. November | Wasfi at-Tall                     | jordanischer Politiker, Premierminister des Königreichs Jordanien                                               |       |       |
| 29. November | Fritz Enderlin                    | Schweizer Lehrer, Dialektologe, Mundartschriftsteller und Kirchenlieddichter                                    | 88    |       |
| 29. November | Olivier Guimond                   | kanadischer Schauspieler                                                                                        | 57    |       |
| 29. November | Friedrich Sander                  | deutscher Psychologe und Hochschullehrer                                                                        | 82    |       |
| 29. November | Heinz Tiessen                     | deutscher Komponist, Dirigent und Musikpädagoge                                                                 | 84    |       |
| 29. November | Edith Tolkien                     | Ehefrau von J. R. R. Tolkien                                                                                    | 82    |       |
| 30. November | Salvatore Crippa                  | italienischer Radrennfahrer                                                                                     | 47    |       |
| 29. November | Petrus Wernink                    | niederländischer Segler                                                                                         | 76    |       |
| 30. November | Kurt Juhn                         | österreichischer Journalist, Schriftsteller und Fußballspieler                                                  | 75    |       |
| 30. November | Benno Romeis                      | deutscher Anatom und Histologe                                                                                  | 83    |       |

## Dezember
| Tag          | Name                               | Beruf, bekannt als                                                                                              | Alter | Beleg |
| ------------ | ---------------------------------- | --- | ----- | ----- |
| 1. Dezember  | Clovis Brunel                      | französischer Romanist, Mediävist und Provenzalist                                                              | 87    |       |
| 1. Dezember  | Martin Elsner                      | deutscher Landwirt und Politiker (NSDAP, später GB/BHE), MdB                                                    | 71    |       |
| 1. Dezember  | Stefan Gerstner                    | deutscher Maler                                                                                                 | 85    |       |
| 1. Dezember  | Hans Eiler Pedersen                | dänischer Turner                                                                                                | 81    |       |
| 1. Dezember  | Wilhelm Schmid                     | Schweizer Maler                                                                                                 | 79    |       |
| 2. Dezember  | Karl Gutjahr                       | deutscher Politiker (KPD, SED)                                                                                  | 77    |       |
| 2. Dezember  | James T. Igoe                      | US-amerikanischer Politiker                                                                                     | 88    |       |
| 2. Dezember  | Hugo Otto Kleine                   | deutscher Dichterarzt                                                                                           | 73    |       |
| 2. Dezember  | Ernst Lübcke                       | deutscher Physiker                                                                                              | 80    |       |
| 2. Dezember  | Anneliese Maier                    | deutsche Philosophin und Wissenschaftshistorikerin                                                              | 66    |       |
| 2. Dezember  | Punch Miller                       | US-amerikanischer Jazz-Trompeter                                                                                | 77    |       |
| 2. Dezember  | Rudi Rubbel                        | deutscher Neuerer, Gewerkschafter (FDGB), Wirtschaftspolitiker (SED) und Kombinatsdirektor                      | 51    |       |
| 2. Dezember  | Charles Schmidt                    | deutscher Politiker (CDU), MdA                                                                                  | 65    |       |
| 2. Dezember  | Anna Schürkes                      | deutsche Widerstandskämpferin gegen den Nationalsozialismus und Judenhelferin                                   | 87    |       |
| 2. Dezember  | Josef Weißthanner                  | deutscher römisch-katholischer Geistlicher                                                                      | 70    |       |
| 2. Dezember  | Josef Zykan                        | österreichischer Kunsthistoriker und Denkmalpfleger                                                             | 70    |       |
| 3. Dezember  | Rudolf Drost                       | deutscher Ornithologe                                                                                           | 79    |       |
| 3. Dezember  | Fritz von Friedl                   | österreichischer Kameramann                                                                                     | 70    |       |
| 3. Dezember  | Edmund Grünsteidl                  | österreichischer Warenwissenschaftler, Hochschulrektor und Abgeordneter zum Nationalrat                         | 71    |       |
| 3. Dezember  | Otto Joschko                       | deutscher Politiker (SPD), MdL                                                                                  | 70    |       |
| 3. Dezember  | Marius Molsen                      | deutscher Politiker (NSDAP) und Oberbürgermeister Stettins                                                      | 72    |       |
| 3. Dezember  | Peter Werner Witt                  | deutscher Ministerialbeamter                                                                                    | 70    |       |
| 4. Dezember  | Al Ferguson                        | irisch-amerikanischer Schauspieler                                                                              | 83    |       |
| 4. Dezember  | Anton Horner                       | US-amerikanischer Hornist                                                                                       | 94    |       |
| 4. Dezember  | Meinrad Inglin                     | Autor | 78    |       |
| 4. Dezember  | Ronald Nyholm                      | australischer Chemiker                                                                                          | 54    |       |
| 4. Dezember  | Georg von Rauch                    | deutscher Linksradikaler                                                                                        | 24    |       |
| 4. Dezember  | Reinhold Rehs                      | deutscher Politiker (SPD, CDU), MdL, MdB; Präsident des Bundes der Vertriebenen                                 | 70    |       |
| 4. Dezember  | Dieter Waldmann                    | deutscher Dramatiker                                                                                            | 45    |       |
| 5. Dezember  | Andrei Andrejewitsch Andrejew      | sowjetischer Politiker, Volkskommissar und Minister, Politbüromitglied der KPdSU                                | 76    |       |
| 5. Dezember  | Thomas A. Burke                    | US-amerikanischer Politiker (Demokratische Partei)                                                              | 73    |       |
| 5. Dezember  | Nicholas Egan                      | irischer Politiker (Fianna Fáil)                                                                                | 68    |       |
| 5. Dezember  | Yellva de Fernández                | deutsche Filmschauspielerin                                                                                     | 81    |       |
| 5. Dezember  | Gaito Gasdanow                     | russischer Schriftsteller und Journalist                                                                        | 67    |       |
| 5. Dezember  | Guido Kopp                         | Funktionär der Bayerischen Räterepublik in Rosenheim in Oberbayern, Widerstandskämpfer gegen den Nationalsoz... | 75    |       |
| 5. Dezember  | Charlotte Pluquet-Dziekan          | deutsche Malerin                                                                                                | 69    |       |
| 6. Dezember  | Viktor Braun                       | österreichischer Schauspieler und Hörspielsprecher                                                              | 72    |       |
| 6. Dezember  | Freder Catsen                      | deutscher Schriftsteller und Werbefachmann                                                                      | 72    |       |
| 6. Dezember  | Georg Haas                         | deutscher Arzt, Erfinder der Blutwäsche                                                                         | 85    |       |
| 6. Dezember  | Johannes Ising                     | deutscher Politiker (CDU)                                                                                       | 69    |       |
| 6. Dezember  | Matilda Felixowna Kschessinskaja   | russische Balletttänzerin                                                                                       | 99    |       |
| 6. Dezember  | Helgi Muller                       | estnische Schriftstellerin                                                                                      | 39    |       |
| 7. Dezember  | Josef Adlmannseder                 | österreichischer Politiker (SPÖ), Mitglied des Bundesrates                                                      | 83    |       |
| 7. Dezember  | Josef Černý                        | tschechoslowakischer Politiker, Abgeordneter und Verteidigungsminister                                          | 86    |       |
| 7. Dezember  | Giacomo Fauser                     | italienischer Ingenieur und Chemiker                                                                            | 79    |       |
| 7. Dezember  | Alfred Gottwald                    | deutscher expressionistischer Kirchenmaler                                                                      | 78    |       |
| 7. Dezember  | Hans Münch-Holland                 | deutscher Cellist und Hochschullehrer                                                                           | 72    |       |
| 7. Dezember  | Fernando Quiroga y Palacios        | spanischer Bischof und Kardinal                                                                                 | 71    |       |
| 7. Dezember  | Milton Rosmer                      | britischer Schauspieler und Filmregisseur                                                                       | 90    |       |
| 8. Dezember  | John G. Alexander                  | US-amerikanischer Politiker                                                                                     | 78    |       |
| 8. Dezember  | Victor Dieterich                   | deutscher Forstwissenschaftler sowie Hochschullehrer                                                            | 92    |       |
| 8. Dezember  | Ernst Theodorowitsch Krenkel       | sowjetischer Polarforscher und Funker                                                                           | 67    |       |
| 8. Dezember  | Viktor Pipal                       | österreichischer Maler                                                                                          | 84    |       |
| 8. Dezember  | Alfred Toppe                       | Generalmajor der Wehrmacht                                                                                      | 67    |       |
| 9. Dezember  | Giuseppe Agostini                  | kanadischer Dirigent und Komponist                                                                              | 81    |       |
| 9. Dezember  | Ottomar Batzel                     | deutscher Politiker (CDU)                                                                                       | 71    |       |
| 9. Dezember  | Ralph Bunche                       | US-amerikanischer Bürgerrechtler                                                                                | 67    |       |
| 9. Dezember  | Muriel Craigie                     | schottisch-britische Frauenrechtlerin, Hilfsorganisatorin und Bildungsreformerin                                |       |       |
| 9. Dezember  | Carl Hartmann                      | deutscher Fußballspieler                                                                                        | 77    |       |
| 9. Dezember  | Günter Kieslich                    | deutscher Kommunikationswissenschaftler                                                                         | 47    |       |
| 9. Dezember  | Sergei Timofejewitsch Konjonkow    | russischer Bildhauer und Hochschullehrer                                                                        | 97    |       |
| 9. Dezember  | Adam Kowalski                      | polnischer Basketball-, Eishockey-, Handball- und Wasserballspieler                                             | 58    |       |
| 9. Dezember  | Ira Webb                           | US-amerikanischer Artdirector, Szenenbildner, Regisseur, Filmproduzent und Drehbuchautor                        | 72    |       |
| 10. Dezember | Franz Beutl                        | österreichischer Politiker (ÖVP), Landtagsabgeordneter im Burgenland                                            | 66    |       |
| 10. Dezember | Elmar Doch                         | deutscher Kommunalpolitiker                                                                                     | 61    |       |
| 10. Dezember | Gotthard Heinrici                  | deutscher Offizier, zuletzt Generaloberst                                                                       | 84    |       |
| 10. Dezember | Frederick B. Llewellyn             | US-amerikanischer Elektrotechniker                                                                              | 74    |       |
| 10. Dezember | Hans Puttfarcken                   | deutscher Jurist und Präses der Synode der EKD                                                                  | 68    |       |
| 10. Dezember | Hans Richter                       | deutscher Architekt                                                                                             | 89    |       |
| 10. Dezember | Bernhard Schräder                  | deutscher Bischof                                                                                               | 71    |       |
| 11. Dezember | Curt Echtermeyer                   | deutscher Maler                                                                                                 |       |       |
| 11. Dezember | Karel Konrád                       | tschechischer Schriftsteller und Journalist                                                                     | 72    |       |
| 11. Dezember | Maurice McDonald                   | US-amerikanischer Fast-Food-Unternehmer                                                                         | 69    |       |
| 11. Dezember | Karl Rigl                          | österreichischer Politiker (ÖVP), Landtagsabgeordneter                                                          | 62    |       |
| 11. Dezember | Frank Mackenzie Ross               | kanadischer Unternehmer, Vizegouverneur von British Columbia                                                    | 80    |       |
| 12. Dezember | Terence Donovan, Baron Donovan     | britischer Jurist und Politiker, Mitglied des House of Commons                                                  | 73    |       |
| 12. Dezember | Jan Emmens                         | niederländischer Kunsthistoriker                                                                                | 47    |       |
| 12. Dezember | Nikolai Alexandrowitsch Kudrjawzew | russischer Geologe                                                                                              | 78    |       |
| 12. Dezember | Max Mell                           | österreichischer Dramatiker und Lyriker                                                                         | 89    |       |
| 12. Dezember | Walter Musshoff                    | deutscher Offizier, zuletzt General der Flieger im Zweiten Weltkrieg                                            | 86    |       |
| 12. Dezember | Aharon Reuveni                     | israelischer Schriftsteller                                                                                     | 85    |       |
| 12. Dezember | David Sarnoff                      | US-amerikanischer Rundfunkpionier                                                                               | 80    |       |
| 12. Dezember | Heinrich Schlüter                  | deutscher Politiker (Zentrum, CDU), MdL                                                                         | 88    |       |
| 12. Dezember | Frank Wolff                        | US-amerikanischer Schauspieler                                                                                  | 43    |       |
| 12. Dezember | Werner Ziemann                     | deutscher Gewerkschafter, Vorsitzender der Gewerkschaft Handel, Banken und Versicherungen                       | 62    |       |
| 13. Dezember | François Augiéras                  | französischer Autor                                                                                             | 46    |       |
| 13. Dezember | Pablo de Azcárate                  | spanischer Diplomat und internationaler Jurist                                                                  | 81    |       |
| 13. Dezember | Iwan Baschew                       | bulgarischer Politiker                                                                                          | 55    |       |
| 13. Dezember | Bruno Baum                         | deutscher KPD-Funktionär, MdV, SED-Funktionär und Mitglied des Zentralkomitees                                  | 61    |       |
| 13. Dezember | Dita Parlo                         | deutsch-französische Filmschauspielerin                                                                         | 63    |       |
| 13. Dezember | Fritz Zalisz                       | deutscher Maler, Grafiker, Bildhauer und Dichter                                                                | 78    |       |
| 14. Dezember | Edith Klatt                        | deutsche Schriftstellerin                                                                                       | 76    |       |
| 15. Dezember | Paul Lévy                          | französischer Mathematiker                                                                                      | 85    |       |
| 15. Dezember | Frederick Thompson                 | neuseeländischer Ruderer                                                                                        | 63    |       |
| 15. Dezember | Dick Tiger                         | nigerianischer Boxer                                                                                            | 42    |       |
| 16. Dezember | Walter Albert Leopold von Brunn    | deutscher Medizinhistoriker                                                                                     | 57    |       |
| 16. Dezember | Gustav Ehrhart                     | deutscher Chemiker                                                                                              | 76    |       |
| 16. Dezember | Hans Lang                          | österreichischer Maler und Grafiker                                                                             | 73    |       |
| 16. Dezember | Albert Lieven                      | deutscher Schauspieler                                                                                          | 65    |       |
| 16. Dezember | Richard Mulcahy                    | irischer General, Politiker der Fine Gael und mehrfach Minister                                                 | 85    |       |
| 16. Dezember | Erhard Tobye                       | deutscher Konteradmiral der Kriegsmarine                                                                        | 77    |       |
| 17. Dezember | Jacques Königstein                 | deutscher Karnevalist                                                                                           | 74    |       |
| 17. Dezember | Erwin Respondek                    | deutscher Politiker (Zentrum), MdR, Wirtschaftswissenschaftler, Spion und Widerstandskämpfer                    | 77    |       |
| 17. Dezember | Hermann Reusch                     | deutscher Industrieller                                                                                         | 75    |       |
| 17. Dezember | Paul Rubardt                       | deutscher Musikwissenschaftler und Musikpädagoge                                                                | 79    |       |
| 17. Dezember | Gertrud Slottke                    | deutsche Sekretärin und Sachbearbeiterin im Judenreferat Den Haag                                               | 69    |       |
| 17. Dezember | Bohdan Wessolowskyj                | ukrainischer Sänger, Komponist, Akkordeonist                                                                    | 56    |       |
| 17. Dezember | Camilla Gray                       | britische Kunsthistorikerin                                                                                     |       |       |
| 17. Dezember | Richard Wendel                     | deutscher Politiker (CDU), MdL                                                                                  | 77    |       |
| 18. Dezember | Wilhelm Hugues                     | deutscher Bildhauer und Maler                                                                                   | 66    |       |
| 18. Dezember | Bobby Jones                        | US-amerikanischer Golfspieler                                                                                   | 69    |       |
| 18. Dezember | Diana Lynn                         | US-amerikanische Schauspielerin und Pianistin                                                                   | 45    |       |
| 18. Dezember | Otto Most                          | deutscher Politiker (DVP), MdR                                                                                  | 90    |       |
| 18. Dezember | Satō Naotake                       | japanischer Politiker und Diplomat                                                                              | 89    |       |
| 18. Dezember | Alexander Trifonowitsch Twardowski | sowjetischer Dichter                                                                                            | 61    |       |
| 19. Dezember | Rusty Crawford                     | kanadischer Eishockeyspieler                                                                                    | 86    |       |
| 19. Dezember | Fritz Kranz                        | deutscher Politiker (SPD), MdA                                                                                  | 83    |       |
| 19. Dezember | Theodore Soderberg                 | US-amerikanischer Tontechniker                                                                                  | 81    |       |
| 20. Dezember | Amerigo Bartoli                    | italienischer Maler und Karikaturist                                                                            | 80    |       |
| 20. Dezember | Roy O. Disney                      | US-amerikanischer Filmunternehmer                                                                               | 78    |       |
| 20. Dezember | Stefan Goldschmidt                 | deutscher Chemiker                                                                                              | 82    |       |
| 20. Dezember | Shigeyoshi Suzuki                  | japanischer Fußballspieler und -trainer                                                                         | 69    |       |
| 21. Dezember | Kaspar Brüninghaus                 | deutscher Schauspieler und Hörspielsprecher                                                                     | 64    |       |
| 21. Dezember | Pascha Christowa                   | bulgarische Sängerin                                                                                            | 25    |       |
| 21. Dezember | Marie Ferron                       | österreichische Schauspielerin                                                                                  | 92    |       |
| 21. Dezember | Georgine Gerhard                   | Schweizer Pädagogin                                                                                             | 85    |       |
| 21. Dezember | Franz Heidelberger                 | deutscher Ministerialbeamter                                                                                    | 82    |       |
| 21. Dezember | Eugen Kling                        | deutscher Fußballspieler                                                                                        | 72    |       |
| 22. Dezember | Godfried Bomans                    | niederländischer Schriftsteller und Entertainer                                                                 | 58    |       |
| 22. Dezember | Walter Byron                       | kanadischer Eishockeyspieler                                                                                    | 77    |       |
| 22. Dezember | Courtney W. Campbell               | US-amerikanischer Politiker                                                                                     | 76    |       |
| 22. Dezember | Austin Clapp                       | US-amerikanischer Schwimmer und Wasserballspieler                                                               | 61    |       |
| 22. Dezember | Victor Collins, Baron Stonham      | britischer Politiker der Labour Party                                                                           | 68    |       |
| 22. Dezember | Fred Guy                           | US-amerikanischer Jazzgitarrist und Banjospieler des Swing                                                      | 74    |       |
| 22. Dezember | Heinrich Kuhr                      | deutscher Politiker (Zentrum, CDU), MdL                                                                         | 79    |       |
| 22. Dezember | Bernhard Lambrecht                 | deutscher Konditor, Schulgründer und Autor. Verfasser mehrerer Lehr- und Fachbücher über das Konditorenhandw... | 74    |       |
| 22. Dezember | C. C. Little                       | US-amerikanischer Genetiker, Krebs- und Tabakforscher                                                           | 83    |       |
| 22. Dezember | Herbert Schoner                    | deutscher Polizeibeamter, Mordopfer der RAF                                                                     | 32    |       |
| 22. Dezember | Joachim Strömer                    | deutscher Politiker (FDP), MdL                                                                                  | 67    |       |
| 23. Dezember | Alberto Ancilotto                  | italienischer Kurzfilmregisseur                                                                                 |       |       |
| 23. Dezember | Alessandro Cagno                   | italienischer Rennfahrer                                                                                        | 88    |       |
| 23. Dezember | Hugh Foss                          | britischer Kryptoanalytiker                                                                                     | 69    |       |
| 23. Dezember | Josef Froewis                      | österreichischer Gynäkologe und Hochschullehrer                                                                 | 67    |       |
| 23. Dezember | Wade H. Haislip                    | US-amerikanischer Offizier, General der US Army                                                                 | 82    |       |
| 23. Dezember | Eduard Holzmair                    | österreichischer Numismatiker und Geldhistoriker                                                                | 69    |       |
| 23. Dezember | Hans Kägi                          | Schweizer Autor, Redaktor und Dramatiker                                                                        | 82    |       |
| 23. Dezember | Livio Lorenzon                     | italienischer Schauspieler                                                                                      | 48    |       |
| 23. Dezember | Hans Uebelein                      | deutscher Fußballspieler                                                                                        | 57    |       |
| 24. Dezember | Dora Altmann                       | deutsche Schauspielerin                                                                                         | 90    |       |
| 24. Dezember | Bertram Armstrong                  | südafrikanischer Offizier                                                                                       | 78    |       |
| 24. Dezember | Günter Kalinowski                  | deutscher Politiker (SPD), MdL                                                                                  | 50    |       |
| 24. Dezember | Maria Koepcke                      | deutsch-peruanische Ornithologin                                                                                | 47    |       |
| 24. Dezember | Mouni Sadhu                        | polnisch-australischer Autor von spiritueller, mystischer und esoterischer Literatur                            | 74    |       |
| 24. Dezember | Hermann Zolling                    | deutscher Journalist                                                                                            | 47    |       |
| 25. Dezember | George W. Andrews                  | US-amerikanischer Politiker                                                                                     | 65    |       |
| 25. Dezember | Otto Kustermann                    | deutscher Schauspieler bei Bühne und Film sowie ein Theaterleiter und Bühnenregisseur                           | 93    |       |
| 25. Dezember | Romano Lodi Fé                     | italienischer Diplomat                                                                                          | 90    |       |
| 25. Dezember | Miguel Mocciola                    | argentinischer Fußballspieler und -trainer                                                                      |       |       |
| 25. Dezember | Ludwig Niggl                       | deutscher Gutsverwalter und Grünlandwissenschaftler                                                             | 96    |       |
| 25. Dezember | Waldemar Ohlmer                    | deutscher Politiker                                                                                             | 90    |       |
| 25. Dezember | Samuel Reber                       | US-amerikanischer Diplomat                                                                                      | 68    |       |
| 25. Dezember | Werner Titel                       | deutscher Politiker (DBD), MdV, Minister für Umweltschutz und Wasserwirtschaft der DDR                          | 40    |       |
| 25. Dezember | Adolf Trittinger                   | österreichischer Komponist, Chorleiter, Organist, Hochschullehrer und Rektor des Brucknerkonservatoriums Linz   | 72    |       |
| 26. Dezember | Hans-Hermann Breuer                | deutscher Historiker und Theologe                                                                               | 71    |       |
| 26. Dezember | Josef Gaderer                      | österreichischer Schlosser und Politiker (CSP), Landtagsabgeordneter                                            | 81    |       |
| 26. Dezember | Joseph Helffrich                   | deutscher Astronom                                                                                              | 81    |       |
| 26. Dezember | Robert Lowery                      | US-amerikanischer Schauspieler                                                                                  | 58    |       |
| 26. Dezember | Emmett O’Donnell Jr.               | US-amerikanischer Offizier, General der US Air Force                                                            | 65    |       |
| 26. Dezember | Edward Ward                        | US-amerikanischer Komponist                                                                                     | 71    |       |
| 27. Dezember | August Belz                        | Schweizer Fabrikant, Freimaurer und Stifter                                                                     | 64    |       |
| 27. Dezember | Franz Fuchs                        | deutscher Naturwissenschaftler und Museumsmitarbeiter                                                           | 90    |       |
| 27. Dezember | Ernst Kozub                        | deutscher Opernsänger (lyrischer Tenor, später Heldentenor)                                                     | 47    |       |
| 27. Dezember | Gonzalo Rodríguez Lafora           | spanischer Neurologe, Neuropathologe und Psychiater                                                             | 85    |       |
| 28. Dezember | Jan Alverdes                       | deutscher Drehbuchautor und Hörspielregisseur                                                                   | 39    |       |
| 28. Dezember | Peter Hecker                       | deutscher Maler                                                                                                 | 87    |       |
| 28. Dezember | Willi Leininger                    | deutscher Komponist, Redakteur und Musikkritiker/-schriftsteller                                                | 64    |       |
| 28. Dezember | Dragomir Mateew                    | bulgarischer Arzt und Physiologe                                                                                | 69    |       |
| 28. Dezember | Max Steiner                        | österreichisch-amerikanischer Komponist                                                                         | 83    |       |
| 29. Dezember | Ludwig Becker                      | deutscher Maler                                                                                                 | 57    |       |
| 29. Dezember | Claude Bloch                       | französischer theoretischer Physiker                                                                            | 48    |       |
| 29. Dezember | Ernst Budig                        | deutscher Schwimmer                                                                                             | 63    |       |
| 29. Dezember | John Marshall Harlan II            | US-amerikanischer Jurist, Richter am Obersten Gerichtshof der Vereinigten Staaten                               | 72    |       |
| 29. Dezember | Stuart Holmes                      | US-amerikanischer Schauspieler                                                                                  | 87    |       |
| 29. Dezember | Ernst Klenk                        | deutscher Biochemiker                                                                                           | 75    |       |
| 29. Dezember | Walther Steller                    | deutscher Hochschulprofessor, Germanist (Friesist) und Volkskundler                                             | 76    |       |
| 29. Dezember | Doris Mary Stenton                 | britische Mittelalterhistorikerin                                                                               | 77    |       |
| 30. Dezember | Zbigniew Burzyński                 | polnischer Ballonfahrer                                                                                         | 69    |       |
| 30. Dezember | Jo Cals                            | niederländischer Politiker                                                                                      | 57    |       |
| 30. Dezember | Dorothy Comingore                  | US-amerikanische Schauspielerin                                                                                 | 58    |       |
| 30. Dezember | Siegfried Jessen                   | deutscher Fußballspieler                                                                                        | 54    |       |
| 30. Dezember | Jan Mul                            | niederländischer Komponist, Organist und Chorleiter                                                             | 60    |       |
| 30. Dezember | Hilde Müller                       | deutsche Schauspielerin                                                                                         | 69    |       |
| 30. Dezember | Francisco Pracánico                | argentinischer Tangopianist, Komponist und Bandleader                                                           | 73    |       |
| 30. Dezember | Albertus Johannes Roux van Rhijn   | südafrikanischer Botschafter                                                                                    | 81    |       |
| 30. Dezember | Vikram Sarabhai                    | indischer Physiker und Raumfahrtpionier                                                                         | 52    |       |
| 30. Dezember | Paul Ernst Wilke                   | deutscher Maler                                                                                                 | 77    |       |
| 31. Dezember | Pete Duel                          | US-amerikanischer Schauspieler                                                                                  | 31    |       |
| 31. Dezember | Hilaire Fettes                     | luxemburgischer Ringer                                                                                          | 73    |       |
| 31. Dezember | Lucien Hubbard                     | US-amerikanischer Drehbuchautor, Filmproduzent und Filmregisseur                                                | 83    |       |
| 31. Dezember | Hans Mollier                       | deutscher Journalist und Schriftsteller                                                                         | 76    |       |
| 31. Dezember | Fritz Reuter                       | deutscher Maler                                                                                                 | 76    |       |
| 31. Dezember | Johannes Saß                       | deutscher Sprachwissenschaftler der niederdeutschen Sprache                                                     | 82    |       |
| 31. Dezember | Fritz Schlegel                     | deutscher Schauspieler                                                                                          | 70    |       |
| 31. Dezember | Karl Winter                        | deutscher Politiker (SED)                                                                                       | 74    |       |